# Список высших государственных наград субъектов Российской Федерации
В списке приведены награды субъектов Российской Федерации, которые в соответствии с действующим (2024) законодательством субъекта Российской Федерации являются высшими наградами регионов — являются наиболее значимыми в наградой системе регионов.
В соответствующих нормативных актах субъектов Российской Федерации, как правило, прямо указывается высшая награда (звание, орден, знак отличия или медаль). Наградные системы ряда субъектов Российской Федерации прямо не указывают высшую награду; в этом случае в списке в качестве высшей награды приводится награда, указанная в нормативном акте о системе наград первой. В случае, где высшей наградой объявляются одновременно несколько наград, в списке приводится только та награда, которая при перечислении в соответствующем нормативном акте указана первой. При отсутствии прямого указания на высшую награду и отсутствии нормативного акта о системе наград в список включается награда, которая по своему статуту предполагает большее количество привилегий, почестей и соответствует аналогичным наградам других субъектов Российской Федерации.
В списке приводится наименование награды и ссылка на нормативный акт, в котором имеется норма, указывающая на статус награды как высшей награды субъекта Российской Федерации. В списке приводится также соответствующее извлечение из статута награды, внешний вид знака награды и планки к награде.
Розовым цветом отмечены награды административных единиц на территории Украины, аннексированных Российской Федерацией в 2014 и 2022 годах. Аннексия получила международное осуждение. Часть территорий была деоккупирована Украиной, либо никогда не находилась под российской оккупацией.
| Субъект Российской Федерации             | Наименование награды                                                                               | Планка к награде | Внешний вид знака награды | Извлечение из статута | Нормативный акт |
| Адыгея                                   | Медаль «Слава Адыгеи»                                                                              |                  | | «медаль „Слава Адыгеи“ — высшая государственная награда Республики Адыгея» (ст. 1) | Закон Республики Адыгея от 04 августа 2021 года № 478 «О Государственных наградах Республики Адыгея»                                                                                                  |
| Алтайский край                           | Звание «Почётный гражданин Алтайского края»                                                        |                  | | Звание «Почётный гражданин Алтайского края» и орден «За заслуги перед Алтайским краем» являются высшими наградами Алтайского края (п. 3 ст. 2) | Закон Алтайского края от 12 декабря 2006 года № 135-ЗС «О наградах Алтайского края» |
| Республика Алтай                         | Орден «Тан Чолмон»                                                                                 |                  | | «Орден „Тан Чолмон“ („Утренняя Звезда“) является высшей наградой Республики Алтай» (п. 1 ст. 2). | Закон Республики Алтай от 18 октября 2005 года № 73-РЗ «О государственных наградах Республики Алтай»                                                                                                  |
| Амурская область                         | Высшее звание «Почётный гражданин Амурской области»                                                |                  | | «К наградам области относятся: 1) высшее звание „Почетный гражданин Амурской области“» (п. 1 ст. 3) | Закон Амурской области от 8 сентября 2021 года № 805-ОЗ «О наградах и иных формах поощрения в Амурской области»                                                                                       |
| Архангельская область                    | Звание «Почётный гражданин Архангельской области»                                                  |                  | | «Наградами в Архангельской области являются: 1) награды Архангельской области <…>. Наградами Архангельской области являются: 1) звание „Почётный гражданин Архангельской области“» (пп. 1 п. 1 ст. 5; пп. 1 ст. 6) | Закон Архангельской области от 23 сентября 2008 года № 567-29-ОЗ «О наградах в Архангельской области»                                                                                                 |
| Астраханская область                     | Орден «За заслуги перед Астраханской областью»                                                     |                  | | «награды Астраханской области: 1) орден „За заслуги перед Астраханской областью“» (ст. 3) | Закон Астраханской области от 11 марта 2014 года № 8/2014-ОЗ «О наградах и иных знаках отличия Астраханской области»                                                                                  |
| Байконур                                 | Звание «Почётный гражданин города Байконур»                                                        |                  | | «Звание „Почётный гражданин“ является высшей наградой города Байконур» (п. 1.2 Положения) | Постановление Главы администрации города Байконур от 30 мая 2016 года № 137 «Об утверждении Положения о звании Почётный гражданин города Байконур в новой редакции»                                   |
| Башкортостан                             | Орден «За заслуги перед Республикой Башкортостан»                                                  |                  | | «орден „За заслуги перед Республикой Башкортостан“ — высшая государственная награда Республики Башкортостан» (ст. 2) | Закон Республики Башкортостан от 30 декабря 2005 года № 271-з «О государственных наградах и почётных званиях Республики Башкортостан»                                                                 |
| Белгородская область                     | Высший знак отличия Белгородской области «Прохоровское поле — Третье ратное поле России» I степени |                  | | «Высший знак отличия Белгородской области „Прохоровское поле — Третье ратное поле России“ является высшей формой общественного признания. <…> знак отличия <…> имеет три степени. <…> Высшей степенью знака отличия является I степень» (ст. 3) | Закон Белгородской области от 16 июля 2012 года № 124 «О наградах Белгородской области» |
| Брянская область                         | Звание «Почётный гражданин Брянской области»                                                       |                  | | «Звание „Почётный гражданин Брянской области“ <…> является высшей степенью признательности жителей области» (ст. 1) | Закон Брянской области от 7 ноября 2007 года № 150-З «О Почётном гражданине Брянской области» |
| Бурятия                                  | Почётное звание «Почётный гражданин Республики Бурятия»                                            |                  | | «Почётное звание „Почётный гражданин Республики Бурятия“ является высшей формой общественного признания за особые заслуги перед Республикой Бурятия» (ст. 5). | Закон Республики Бурятия от 13 июля 2009 года № 910-IV «О государственных наградах республики Бурятия»                                                                                                |
| Владимирская область                     | Звание «Почётный гражданин Владимирской области»                                                   |                  | | «Награды Владимирской области: / 1) звание „Почётный гражданин Владимирской области“» (п. 2 ст. 3) | Закон Владимирской области от 7 ноября 2016 года № 126-ОЗ «О наградах Владимирской области». |
| Волгоградская область                    | Почётное звание «Почётный гражданин Волгоградской области»                                         |                  | | «Почётное звание „Почётный гражданин Волгоградской области“ является высшей наградой Волгоградской области» (ч. 1 ст. 5) | Закон Волгоградской области от 28 декабря 2022 года № 131-ОД «О наградах Волгоградской области» |
| Вологодская область                      | Медаль «За заслуги перед Вологодской областью»                                                     |                  | | «Медаль „За заслуги перед Вологодской областью“ <…> является формой поощрения граждан Российской Федерации, внёсших значительный вклад в развитие Вологодской области» (Приложение 1) | Постановление Губернатора Вологодской области от 11 июня 2014 года № 198 «Об учреждении государственной награды Вологодской области — медали „За заслуги перед Вологодской областью“»                 |
| Воронежская область                      | Почётное звание «Почётный гражданин Воронежской области»                                           |                  | | «Почётное звание „Почётный гражданин Воронежской области“ является высшим признанием заслуг удостоенного его лица перед Воронежской областью» (п. 1 ст. 7) | Закон Воронежской области от 7 июля 2006 года № 70-оз «О наградах Воронежской области» |
| Дагестан                                 | Орден «За заслуги перед Республикой Дагестан»                                                      |                  | | «Орден „За заслуги перед Республикой Дагестан“ является высшей государственной наградой Республики Дагестан» (ст. 7.1) | Закон Республики Дагестан от 2 октября 1995 года № 6 «О государственных наградах Республики Дагестан»                                                                                                 |
| Донецкая Народная Республика             | Звание Героя Донецкой Народной Республики                                                          |                  | | «Звание Героя Донецкой Народной Республики является высшей степенью отличия» (п. 1 Приложения 1) | Указ Главы ДНР от 12 апреля 2016 года № 100 «Об учреждении государственных наград» |
| Еврейская автономная область             | Почётное звание «Почётный гражданин Еврейской автономной области»                                  |                  | | «Почётное звание „Почётный гражданин Еврейской автономной области“ — высшая награда области» (ст. 2) | Закон Еврейской автономной области от 16 декабря 2015 года № 849-ОЗ «О наградах Еврейской автономной области»                                                                                         |
| Забайкальский край                       | Звание «Почётный гражданин Забайкальского края»                                                    |                  | | «Звание „Почётный гражданин Забайкальского края“ — высшая по значимости награда Забайкальского края» (ст. 11) | Закон Забайкальского края 18 февраля 2009 года № 131-ЗЗК «О наградах в Забайкальском крае» |
| Запорожская область                      | Орден «За заслуги перед Запорожской областью» I степени                                            |                  | | — | Указ Главы ВГА Запорожской области от 9 сентября 2022 № 304/1-у |
| Ивановская область                       | Почётное звание «Почётный гражданин Ивановской области»                                            |                  | | «Звание „Почётный гражданин Ивановской области“ — высшая награда Ивановской области» (ст. 1) | Закон Ивановской области 2 декабря 2014 года № 101-ОЗ «О наградах в Ивановской области» |
| Ингушетия                                | Орден «За заслуги»                                                                                 |                  | | «Высшей государственной наградой Республики Ингушетия является орден „За заслуги“» (ст. 24) | Указ Президента Республики Ингушетия от 12 мая 1997 года № 126 «О государственных наградах Республики Ингушетия»                                                                                      |
| Иркутская область                        | Почётное звание «Почётный гражданин Иркутской области»                                             |                  | | «Почётное звание „Почётный гражданин Иркутской области“ является высшим признанием заслуг гражданина перед Иркутской областью и присваивается за особо выдающиеся заслуги» (ст. 11) | Закон Иркутской области от 24 декабря 2010 года № 141-ОЗ «О наградах Иркутской области и Почётных званиях Иркутской области»                                                                          |
| Кабардино-Балкария                       | Орден «За заслуги перед Кабардино-Балкарской Республикой»                                          |                  | | «Орден „За заслуги перед Кабардино-Балкарской Республикой“ является высшей государственной наградой Кабардино-Балкарской Республики» (ст. 6) | Закон Кабардино-Балкарской Республики от 15 июля 1999 года № 29-РЗ «О государственных наградах Кабардино-Балкарской Республики»                                                                       |
| Калининградская область                  | Звание «Почётный гражданин Калининградской области»                                                |                  | | «Звание „Почётный гражданин Калининградской области“ является высшей наградой Калининградской области» (ст. 6) | Уставной закон Калининградской области от 5 марта 2011 года № 561 «О наградах Калининградской области»                                                                                                |
| Калмыкия                                 | Звание Героя Калмыкии                                                                              |                  | Специальный знак звания отсутствует. Удостоенному звания вручаются грамота о присвоении звания Героя Калмыкии и знак особого отличия — Орден Белого Лотоса. | «Высшая степень отличия — звание Героя Калмыкии» (ст. 6) | Закон Республики Калмыкия от 3 ноября 2011 года № 294-IV-З «О государственных наградах Республики Калмыкия»                                                                                           |
| Калужская область                        | Звание «Почётный гражданин Калужской области»                                                      |                  | | «Звание „Почётный гражданин Калужской области“ присваивается Законодательным Собранием Калужской области персонально, пожизненно гражданам за выдающиеся заслуги» (ст. 1) | Закон Калужской области от 30 июня 1995 года № 10 «О Почётном гражданине Калужской области» |
| Камчатский край                          | Высший знак отличия Камчатского края «За заслуги перед Камчаткой»                                  |                  | | «Учреждаются следующие виды краевых наград: 1) Высший знак отличия Камчатского края „За заслуги перед Камчаткой“» (ст. 4) | Закон Камчатского края от 06 мая 2019 года № 323 «О наградах Камчатского края» |
| Карачаево-Черкесия                       | Орден «За заслуги перед Карачаево-Черкесской Республикой»                                          |                  | | «Орден является высшей государственной наградой Карачаево-Черкесской Республики» (п. 1.2 Приложения 1) | Постановление Народного Собрания (Парламента) Карачаево-Черкесской Республики от 26 декабря 2013 года № 432 «Об ордене „За заслуги перед Карачаево-Черкесской Республикой“»                           |
| Карелия                                  | Орден «Сампо»                                                                                      |                  | | «Орден „Сампо“ является высшей государственной наградой» (ст. 6(1)) | Закон Республики Карелия от 26 июля 1994 года № 3-ЗРК «О государственных наградах Республики Карелия»                                                                                                 |
| Кемеровская область                      | Звание Героя Кузбасса                                                                              |                  | | «Звание Героя Кузбасса <…> является высшей наградой Кузбасса» (ст. 1 Приложения 2) | Закон Кемеровской области от 14 февраля 2005 года № 32-ОЗ «О наградах» |
| Кировская область                        | Звание «Почётный гражданин Кировской области»                                                      |                  | | «Звание „Почётный гражданин Кировской области“ учреждено в целях признания выдающихся заслуг граждан перед областью» (ст. 1) | Закон Кировской области от 21 августа 1995 г. № 2-ЗО «О присвоении звания „Почётный гражданин Кировской области“»                                                                                     |
| Республика Коми                          | Высшее почётное звание Республики Коми «Почётный гражданин»                                        |                  | | «Высшее почётное звание Республики Коми „Почётный гражданин“ является высшей государственной наградой Республики Коми» (ст. 6) | Закон Республики Коми от 1 марта 2011 года № 17-РЗ «О наградах и поощрениях в Республике Коми» |
| Костромская область                      | Почётное звание «Почётный гражданин Костромской области»                                           |                  | | «Почётное звание является высшей формой поощрения» (ст. 3) | Закон Костромской области от 22 июня 2010 года № 635-4-ЗКО "О почётном звании «Почётный гражданин Костромской области»                                                                                |
| Краснодарский край                       | Медаль «Герой Краснодарского края»                                                                 |                  | | «Медаль „Герой Краснодарского края“ <…> является высшей формой поощрения» (Приложение 1) | Постановление Главы администрации Краснодарского края от 15 марта 2013 года № 237 «Об учреждении медали „Герой Краснодарского края“»                                                                  |
| Красноярский край                        | Почётное звание «Почётный гражданин Красноярского края»                                            |                  | | «Почётное звание Красноярского края „Почётный гражданин Красноярского края“ — высшая награда Красноярского края» (ст. 3) | Закон Красноярского края от 9 декабря 2010 года № 11-5435 «О системе наград Красноярского края» |
| Республика Крым                          | Звание «Почётный гражданин Республики Крым»                                                        |                  | | «Звание „Почётный гражданин Республики Крым“ является высшей государственной наградой Республики Крым» (ст. 9) | Закон Республики Крым от 17 июля 2014 года № 34-ЗРК «О государственных наградах Республики Крым» |
| Курганская область                       | Звание «Почётный гражданин Курганской области»                                                     |                  | | «Почётное звание „Почётный гражданин Курганской области“ является высшим по значимости среди почётных званий, наград и премий» (ст. 4) | Закон Курганской области от 10 ноября 2008 года № 406 «О почётном звании Курганской области, наградах Курганской области, премиях Курганской области и иных видах поощрений»                          |
| Курская область                          | Орден Почёта Курской области                                                                       |                  | | «Наградами Курской области являются: 1) орден Почёта Курской области» (п. 2 ст. 2) | Закон Курской области от 17 декабря 2020 № 114-зко «О наградах Курской области» |
| Ленинградская область                    | Звание «Почётный гражданин Ленинградской области»                                                  |                  | | «Звание „Почётный гражданин Ленинградской области“ является высшим знаком общественной признательности Ленинградской области» (ст. 1) | Закон Ленинградской области от 20 марта 2009 года № 21-оз «О звании „Почётный гражданин Ленинградской области“»                                                                                       |
| Липецкая область                         | Почётное звание «Почётный гражданин Липецкой области»                                              |                  | | «Почётное звание „Почётный гражданин Липецкой области“ <…> присваивается <…> за заслуги перед областью и её населением в общественной и государственной деятельности, выдающийся вклад в развитие <…>. / Звание <…> может быть присвоено гражданам, проявившим особое мужество и героизм» (Приложение № 1)                                                                                          | Постановление Липецкого областного Совета депутатов от 21 августа 2003 года № 310-пс «Об учреждении почётного звания „Почётный гражданин Липецкой области“»                                           |
| Луганская Народная Республика            | Звание Героя Луганской Народной Республики                                                         |                  | | «Звание Героя Луганской Народной Республики является высшей степенью отличия» (п. 1 Приложения) | Указ Главы Луганской Народной Республики от 14 мая 2018 года от № УГ-354/18 «Об установлении звания Героя Луганской Народной Республики и учреждения знака особого отличия — медали „Золотая звезда“» |
| Магаданская область                      | Звание «Почётный гражданин Магаданской области»                                                    |                  | | «В целях признания выдающихся заслуг и достижений лиц, внёсших значительный вклад в развитие <…> в Магаданской области, проявивших личное мужество и героизм при исполнении конституционного или гражданского долга <…>, учреждается звание „Почётный гражданин Магаданской области“» (ст. 1) | Закон Магаданской области от 10 июня 2003 года № 360-ОЗ «О Почётном гражданине Магаданской области»                                                                                                   |
| Марий Эл                                 | Орден «За заслуги перед Марий Эл» I степени                                                        |                  | | «Орден „За заслуги перед Марий Эл“ I степени является высшей государственной наградой Республики Марий Эл» (ст. 5) | Закон Республики Марий Эл от 31 мая 1994 года № 96-III «О государственных наградах Республики Марий Эл»                                                                                               |
| Мордовия                                 | Орден Славы I степени                                                                              |                  | | «Орден Славы является высшей государственной наградой Республики Мордовия. <…> Орден Славы имеет три степени <…>. Высшей степенью является I степень» (ст. 6) | Закон Республики Мордовия от 31 марта 2022 года № 8-З «О государственных наградах Республики Мордовия»                                                                                                |
| Москва                                   | Звание «Почётный гражданин Москвы»                                                                 |                  | | «В целях признания выдающихся заслуг граждан перед городским сообществом, поощрения личной деятельности, направленной на пользу города Москвы, обеспечение его благополучия и процветания, учреждается звание „Почётный гражданин города Москвы“» (ст. 1) | Закон города Москвы от 25 января 1995 года № 3-9 «О Почётном гражданине города Москвы» |
| Московская область                       | Почётное звание «Почётный гражданин Московской области»                                            |                  | | «Почётное звание „Почётный гражданин Московской области“ является высшей наградой Московской области» (Приложение № 1) | Закон Московской области от 24 июля 2014 года № 104/2014-ОЗ «О наградах Московской области» |
| Мурманская область                       | Звание «Почётный гражданин Мурманской области»                                                     |                  | | «В качестве наград области учреждаются: 1) высшие награды области: звание „Почётный гражданин Мурманской области“» (ст. 6) | Закон Мурманской области от 20 декабря 2001 года № 318-01-ЗМО «О наградах и премиях Мурманской области»                                                                                               |
| Ненецкий автономный округ                | Медаль «За особые заслуги перед Ненецким автономным округом»                                       |                  | | «Медаль „За особые заслуги перед Ненецким автономным округом“ <…> является высшей наградой Ненецкого автономного округа» (ст. 4) | Закон Ненецкого автономного округа от 1 июля 2008 года № 36-оз «О наградах и почётных званиях Ненецкого автономного округа».                                                                          |
| Нижегородская область                    | Орден Нижегородской области «За гражданскую доблесть и честь» I степени                            |                  | | «Орден Нижегородской области „За гражданскую доблесть и честь“ является высшей наградой Нижегородской области <…>. Орден <…> имеет три степени <…>. Высшей степенью ордена <…> является I степень» (ст. 1_1). | Закон Нижегородской области от 21 апреля 2003 года № 28-З «О наградах и премиях Нижегородской области»                                                                                                |
| Новгородская область                     | Звание «Почётный гражданин Новгородской области»                                                   |                  | | «Устанавливаются следующие виды наград Новгородской области: 1) звание „Почётный гражданин Новгородской области“» (ст. 2) | Закон Новгородской области от 1 сентября 2014 года № 600-ОЗ «О наградах и иных поощрениях Новгородской области»                                                                                       |
| Новосибирская область                    | Почётное звание «Почётный гражданин Новосибирской области»                                         |                  | | «Почётное звание „Почётный гражданин Новосибирской области“ является высшей наградой Новосибирской области» (ст. 3.1) | Закон Новосибирской области от 27 декабря 2002 года № 85-ОЗ «О наградах Новосибирской области» |
| Омская область                           | Золотая медаль «За особые заслуги перед Омской областью»                                           |                  | | «Государственными наградами Омской области являются: 1) золотая медаль „За особые заслуги перед Омской областью“» (ст. 2) | Закон Омской области от 1 марта 2004 года № 512-ОЗ «О государственных наградах Омской области, наградах высших органов государственной власти Омской области и почётных званиях Омской области»       |
| Оренбургская область                     | Почётное звание «Почётный гражданин Оренбургской области»                                          |                  | | «Почётное звание „Почётный гражданин Оренбургской области“ является высшей наградой Оренбургской области» (ст. 4) | Закон Оренбургской области от 17 декабря 2010 года № 4118/948-IV-ОЗ «О наградах Оренбургской области и наградах органов государственной власти Оренбургской области»                                  |
| Орловская область                        | Звание «Почётный гражданин Орловской области»                                                      |                  | | «Наградами Орловской области являются: 1) звание „Почётный гражданин Орловской области“» (ст. 6) | Закон Орловской области от 31 января 2013 года № 1455-ОЗ «О наградах в Орловской области» |
| Пензенская область                       | Орден «За заслуги перед Пензенской областью» I степени                                             |                  | | «Орден „За заслуги перед Пензенской областью“ является высшей наградой Пензенской области. <…> Орден <…> имеет три степени <…>. Высшей степенью ордена является I степень» (Приложение 5) | Закон Пензенской области от 29 июля 2022 года № 3852-ЗПО «О наградах Пензенской области» |
| Пермский край                            | Почётное звание «Почётный гражданин Пермского края»                                                |                  | | «Наградами Пермского края являются: почётное звание „Почётный гражданин Пермского края“ <…>» (ст. 3) | Закон Пермского края от 8 декабря 2013 года № 270-ПК «О наградах Пермского края» |
| Приморский край                          | Знак особого отличия Приморского края «Герой Приморья»                                             |                  | | «Наградами Приморского края являются: 1) знак особого отличия Приморского края „Герой Приморья„ <…>» (ст. 3) | Закон Приморского края от 4 июня 2014 года № 436-КЗ «О наградах Приморского края» |
| Псковская область                        | Звание «Почётный гражданин Псковской области»                                                      |                  | | «Звание „Почётный гражданин Псковской области“ является высшей наградой Псковской области» (ст. 7) | Закон Псковской области от 25 октября 2018 года № 1891-ОЗ «О наградах Псковской области» |
| Ростовская область                       | Звание «Почётный гражданин Ростовской области»                                                     |                  | | «Звание „Почётный гражданин Ростовской области“ является высшей формой признания заслуг лица перед населением Ростовской области» (ст. 3) | Закон Ростовской области от 1 августа 2011 года № 639-ЗС «О наградах Ростовской области» |
| Рязанская область                        | Почётное звание «Почётный гражданин Рязанской области»                                             |                  | | «Наградами Рязанской области являются: 1) почётное звание „Почётный гражданин Рязанской области“» (ст. 4) | Закон Рязанской области от 10 сентября 2009 года № 111-оз «О наградах Рязанской области» |
| Самарская область                        | Звание «Почётный гражданин Самарской области»                                                      |                  | | «Присвоение звания „Почётный гражданин Самарской области“ является высшей степенью признания заслуг» (ст. 8) | Закон Самарской области 9 октября 2001 года № 61-ГД «О наградах в Самарской области» |
| Санкт-Петербург                          | Звание «Почётный гражданин Санкт-Петербурга»                                                       |                  | | «Звание „Почётный гражданин Санкт-Петербурга“ — высшая награда Санкт-Петербурга» (ст. 5) | Закон Санкт-Петербурга от 11 июля 2019 года № 424—102 «О наградах и иных формах поощрения в Санкт-Петербурге»                                                                                         |
| Саратовская область                      | Звание «Почётный гражданин Саратовской области»                                                    |                  | | «В знак высшей признательности и уважения жителей Саратовской области <…> присвоено звание „Почётный гражданин Саратовской области“» (Приложение 1) | Закон Саратовской области от 28 июля 1997 года № 51-ЗСО «О Почётном гражданине Саратовской области»                                                                                                   |
| Сахалинская область                      | Звание «Почётный гражданин Сахалинской области»                                                    |                  | | «Звание „Почётный гражданин Сахалинской области“ присваивается за выдающиеся заслуги» (ст. 1) | Закон Сахалинской области от 11 сентября 2019 года № 82-ЗО «О звании „Почётный гражданин Сахалинской области“»                                                                                        |
| Северная Осетия — Алания                 | Орден «Слава Осетии»                                                                               |                  | | «Орден „Слава Осетии“ является высшей государственной наградой Республики Северная Осетия — Алания» (ст. 4) | Закон Республики Северная Осетия-Алания от 15 августа 2007 года № 38-РЗ «О государственных наградах Республики Северная Осетия-Алания»                                                                |
| Свердловская область                     | Почётное звание «Почётный гражданин Свердловской области»                                          |                  | | «Почётное звание Свердловской области „Почётный гражданин Свердловской области“ является высшей формой поощрения» (ст. 3) | Закон Свердловской области от 15 июля 2005 года № 91-ОЗ «О почётном звании Свердловской области „Почётный гражданин Свердловской области“»                                                            |
| Севастополь                              | Почётное звание города Севастополя «Почётный гражданин города Севастополя»                         |                  | | «Звание „Почётный гражданин города Севастополя“ учреждается в целях признания выдающихся заслуг граждан перед городским сообществом, поощрения личной деятельности, направленной на пользу города Севастополя, обеспечение благополучия и процветания города Севастополя» (ст. 1) | Закон города Севастополя от 29 мая 2015 года № 149-ЗС «О Почётном гражданине города Севастополя» |
| Смоленская область                       | Почётный знак «За заслуги перед Смоленщиной»                                                       |                  | | «Почётным знаком „За заслуги перед Смоленщиной“ награждаются граждане, российские и иностранные организации, добившиеся наивысших достижений» (ст. 7) | Закон Смоленской области от 27 ноября 2003 года № 87-з «О наградах и почётных званиях Смоленской области»                                                                                             |
| Ставропольский край                      | Звание «Почётный гражданин Ставропольского края»                                                   |                  | | «Наградами Ставропольского края являются: 1) звание „Почётный гражданин Ставропольского края“» (ст. 4) | Закон Ставропольского края от 30 июля 2014 года № 78-кз «О наградах в Ставропольском крае» |
| Тамбовская область                       | Звание «Почётный гражданин Тамбовской области»                                                     |                  | | «Присвоение звания „Почётный гражданин Тамбовской области“ является высшей степенью признания заслуг гражданина перед Тамбовской областью и её населением» (ст. 5) | Закон Тамбовской области от 31 мая 2021 года № 635-З «О наградах и премиях Тамбовской области» |
| Татарстан                                | Орден «За заслуги перед Республикой Татарстан»                                                     |                  | | «Орден „За заслуги перед Республикой Татарстан“ является высшей государственной наградой Республики Татарстан» (ст. 8) | Закон Республики Татарстан от 10 октября 2011 года № 74-ЗРТ «О государственных наградах Республики Татарстан»                                                                                         |
| Тверская область                         | Почётное звание «Почётный гражданин Тверской области»                                              |                  | | «Звание „Почётный гражданин Тверской области“ <…> является высшей формой признания особых заслуг граждан перед Тверской областью» (ст. 1) | Закон Тверской области от 10 февраля 2003 года № 10-ЗО «О звании „Почётный гражданин Тверской области“»                                                                                               |
| Томская область                          | Почётное звание «Почётный гражданин Томской области»                                               |                  | | «Почётное звание „Почётный гражданин Томской области“ является высшим признанием заслуг удостоенного его лица перед Томской областью» (ст. 7) | Закон Томской области от 14 июля 1998 года № 13-ОЗ «О наградах и почётном звании в Томской области»                                                                                                   |
| Тульская область                         | Почётное звание «Почётный гражданин Тульской области»                                              |                  | | «Звание „Почётный гражданин Тульской области“ присваивается гражданам Российской Федерации <…> в знак признания их личных выдающихся заслуг <…>. Основанием для присвоения звания <…> является высокий авторитет гражданина Российской Федерации у жителей Тульской области, обретённый в результате длительной полезной деятельности, выдающихся заслуг перед Россией и Тульской областью» (ст. 2) | Закон Тульской области от 16 июля 2007 года № 857-ЗТО «О почётном звании „Почётный гражданин Тульской области“»                                                                                       |
| Тыва                                     | Орден Республики Тыва                                                                              |                  | | «Орден Республики Тыва является высшей государственной наградой Республики Тыва» (ст. 13) | Закон Республики Тыва от 2 августа 2021 года № 743-ЗРТ «О государственных наградах Республики Тыва»                                                                                                   |
| Тюменская область                        | Звание «Почётный гражданин Тюменской области»                                                      |                  | | «Наградами Тюменской области являются: звание „Почётный гражданин Тюменской области“ <…>» (ст. 2) | Закон Тюменской области от 15 февраля 1999 года № 82 «О наградах и почётных званиях Тюменской области»                                                                                                |
| Удмуртия                                 | Почётное звание «Почётный гражданин Удмуртской Республики»                                         |                  | | «Почётное звание „Почётный гражданин Удмуртской Республики“ является высшим почётным званием Удмуртской Республики» (ст. 24) | Закон Удмуртской Республики от 3 мая 2001 года № 22-РЗ «О государственных наградах Удмуртской Республики и почётных званиях Удмуртской Республики»                                                    |
| Ульяновская область                      | Звание «Почётный гражданин Ульяновской области»                                                    |                  | | «Звание „Почётный гражданин Ульяновской области“ является высшей по значимости в системе наград» (ст. 9) | Закон Ульяновской области от 16 декабря 2022 года № 143-ЗО «О наградах Ульяновской области» |
| Хабаровский край                         | Почётное звание «Почётный гражданин Хабаровского края»                                             |                  | | «Наградами края являются: 1) почётное звание „Почётный гражданин Хабаровского края“» (ст. 2) | Закон Хабаровского края от 30 января 2013 года № 258 «О наградах Хабаровского края» |
| Хакасия                                  | Звание «Почётный гражданин Республики Хакасия»                                                     |                  | | «Государственными наградами Республики Хакасия <…> являются: звание „Почётный гражданин Республики Хакасия“ <…>» (ст. 2) | Закон Республики Хакасия от 6 июля 2001 года № 37 «О государственных наградах Республики Хакасия» |
| Ханты-Мансийский автономный округ — Югра | Почётное звание «Почётный гражданин Ханты-Мансийского автономного округа — Югры»                   |                  | | «Почётное звание „Почётный гражданин Ханты-Мансийского автономного округа — Югры“ является высшим почетным званием » (ст. 11) | Закон Ханты-Мансийского автономного округа — Югры от 27 ноября 2015 года № 125-оз «О наградах и почётных званиях Ханты-Мансийского автономного округа — Югры»                                         |
| Херсонская область                       | Орден «За заслуги перед Херсонской областью» I степени                                             |                  | | — | Указ Главы ВГА Херсонской области от 3 октября 2022 года № 108 «Об утверждении Положения о наградах Херсонской области»                                                                               |
| Челябинская область                      | Знак отличия «За заслуги перед Челябинской областью»                                               |                  | | «Наградами Челябинской области являются: / 1) знак отличия „За заслуги перед Челябинской областью“» (ст. 2) | Закон Челябинской области от 12 января 2004 года № 214-ЗО «О наградах Челябинской области» |
| Чечня                                    | Орден Кадырова                                                                                     |                  | | «высшая награда Чеченской Республики — орден Кадырова» | Указ Главы Чеченской Республики от 30 декабря 2020 года № 246 «О мерах по совершенствованию наградной системы Чеченской Республики»                                                                   |
| Чувашия                                  | Почётное звание «Почётный гражданин Чувашской Республики»                                          |                  | | «Почётное звание „Почётный гражданин Чувашской Республики“ является высшей государственной наградой Чувашской Республики» (ст. 8) | Закон Чувашской Республики от 12 апреля 2005 года № 15 «О государственных наградах Чувашской Республики»                                                                                              |
| Чукотский автономный округ               | Знак отличия «За заслуги перед Чукоткой»                                                           |                  | | «Награждение знаком отличия „За заслуги перед Чукоткой“ является личным пожизненным почётным званием и учреждается за особые заслуги перед Чукотским автономным округом» (Приложение 1) | Закон Чукотского автономного округа от 5 мая 1999 года № 24-ОЗ «О наградах Чукотского автономного округа»                                                                                             |
| Якутия                                   | Орден «Полярная Звезда»                                                                            |                  | | «К государственным наградам относятся: / 1) орден Республики Саха (Якутия) „Полярная звезда“» (ст. 4) | Закон Республики Саха (Якутия) от 15 июня 2004 года 135/1-З № 275-III «О государственных наградах Республики Саха (Якутия)»                                                                           |
| Ямало-Ненецкий автономный округ          | Орден Рубиновой звезды                                                                             |                  | | «В качестве наград автономного округа учреждаются: / 1) орден Рубиновой звезды» (ст. 7) | Закон Ямало-Ненецкого автономного округа от 8 октября 2010 года № 99-ЗАО «О наградах и почётных званиях в Ямало-Ненецком автономном округе»                                                           |
| Ярославская область                      | Почётное звание «Почётный гражданин Ярославской области»                                           |                  | | «Почётное звание „Почётный гражданин Ярославской области“ является высшей наградой Ярославской области» (Приложение 1) | Закон Ярославской области от 6 мая 2010 года № 11-з «О наградах» |